# Nicolás Újlaki
Nicolás Újlaki (en húngaro: Újlaki Miklós) (pronunciado: Úilaqui) (1417-1477) fue un noble húngaro del siglo XV, quien portó a lo largo de su vida los títulos de ban de Moesia, voivoda de Transilvania y rey de Bosnia.

## Biografía
Casi un siglo atrás, el bisabuelo de Újlaki, Nicolás Kont, fue el Nádor de Hungría (1356-1367), de modo que esta familia noble cada vez obtuvo más poder e influencia en el reino, y en especial el dominio sobre la región de Sirmia.
Nicolás Újlaki nació poco antes de que muriera su padre en 1417, y tras la repentina muerte de su hermano mayor, toda la fortuna de la familia recayó sobre el joven noble. Tras la muerte del rey Segismundo de Hungría, Újlaki se convirtió en el ban de Moesia en 1438, tras lo cual obtuvo el control sobre las regiones de Bács, Baranya, Bodrog, Sirmia, Tolna y la provincia de Valkó.
Luego de la muerte del nuevo rey Alberto de Hungría en 1439, Újlaki se mantuvo siempre al lado del infante huérfano Ladislao el Póstumo, apoyándolo y protegiéndolo, lo cual supo recompensar la madre viuda, Isabel de Luxemburgo, ordenando caballero a Lorenzo (en húngaro: Újlaki Lőrinc), el hijo de Újlaki.
Sin embargo, Nicolás pronto se mostró partidario de Vladislao Jagellón, quien pretendía ocupar el trono húngaro vacante. En este tiempo se estima que Újlaki haya desarrollado la posteriormente famosa y estrecha amistad con el regente húngaro Juan Hunyadi. Tras la victoria en la batalla de Bátaszék, Vladislao los nombró voivodas de Transilvania y los mantuvo cerca de él en las siguientes contiendas contra los turcos.
En 1444 sucedió la Batalla de Varna, donde tras un arduo combate contra los turcos murió el rey Vladislao I de Hungría. Újlaki fue nombrado Pronto uno de los siete capitanes principales del reino, y se volvió el señor de las regiones entre los ríos Danubio y Tisza, obteniendo inclusive el Castillo de Visegrád para sí en ese mismo año.
En 1456, después de la muerte del ban Juan, por razones desconocidas aún hasta al fecha, Újlaki se alió con el muy joven rey Ladislao el Póstumo, hijo del fallecido Alberto, con lo que se enemistó con la familia Hunyadi. Tras la muerte del rey Ladislao, Újlaki llegó a un acuerdo con el noble Miguel Szilágyi, por el que Matías Corvino, el hijo menor del fallecido Juan Hunyadi, sería coronado nuevo rey de Hungría, a cambio de que el noble Ladislao Garai mantuviese su cargo de Nádor de Hungría y el nuevo rey tomase como esposa a la hija de Nicolás Újlaki. Sin embargo, Újlaki quedó decepcionado, y junto con Miguel Szilágyi y Ladislao Garai, convencidos de que sería más prudente que el rey húngaro fuese el emperador germánico Federico III de Habsburgo, instigaron un alzamiento contra el joven rey de Hungría. Ladislao Garai murió antes de que se consumase el enfrentamiento, pero Újlaki y Szilágyi, luego de reconsiderar la situación, abandonaron sus intenciones insurrecionistas, lo cual concluyó cuando Újlaki prestó finalmente su juramento eterno a Matías Corvino, como lo habían hecho los demás nobles.
En 1471 Újlaki confabuló con el rey húngaro una conspiración para asesinar al arzobispo de Esztergom, Juan Vitéz, quien cada vez actuaba más en perjuicio de Matías. El rey húngaro le entregó a Újlaki a manera de recompensa ese mismo año el trono de Bosnia. El noble húngaro gobernó como rey de Bosnia hasta su muerte, territorio que había sido recuperado de los turcos unas décadas antes.
El rey Nicolás Újlaki de Bosnia murió entre abril y noviembre de 1477, y fue enterrado posteriormente en su propiedad de Újlak. Su hijo Lorenzo Újlaki lo sucedió en la administración de sus propiedades familiares así como a la cabeza de la región de Moesia y del reino de Bosnia.